# علال الحجام
علال الحجام (من مواليد 22 كانون الأول 1949) هو شاعر وأستاذ اللغة العربية في كلية العلوم الإنسانية والاجتماعية بجامعة الأخوين في إفران، بالمغرب. كان يدرس سابقًا في مدرسة الآداب والعلوم الإنسانية بمكناس. كما قام بالتدريس في مراكز تكوين المعلمين بالراشدية والرباط ومكناس.